# Placide Cappeau

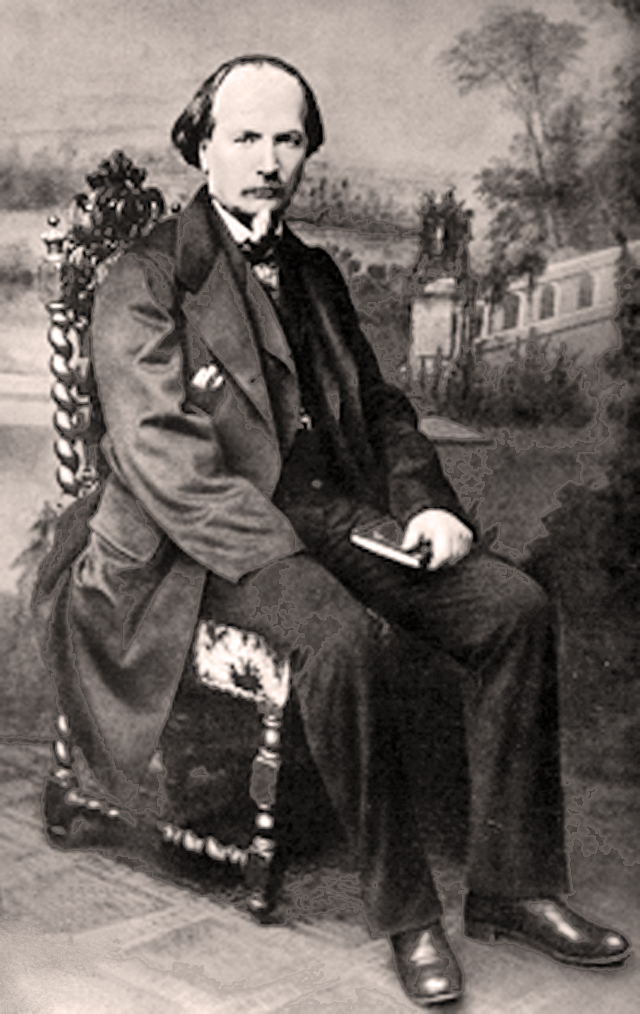
Placide Cappeau

Placide Cappeau (* 25. Oktober 1808 in Roquemaure, Département Gard; † 8. August 1877 ebenda) war ein französischer Lyriker. 

## Leben
Cappeau war der Sohn des Fassmachers Mathieu Cappeau und dessen Ehefrau Agathe Louise Martinet. Eigentlich sollte er denselben Beruf erlernen wie sein Vater, um dessen Betrieb weiterzuführen. Mit acht Jahren erlitt er jedoch einen schweren Unfall: Als er mit einem Freund spielte, schoss dieser ihm mit dem Gewehr seines Vaters in die Hand, die anschließend amputiert werden musste.
Dank der finanziellen Unterstützung durch die Familie seines Freundes konnte Cappeau das Collège Royal en Avignon besuchen. Nach der Oberstufe an einer weiterführenden Schule in Nîmes, die er mit einem Baccalauréat littéraire abschloss, ging er nach Paris und studierte dort bis 1831 erfolgreich Rechtswissenschaften. Anschließend ließ er sich in seiner Heimatstadt nieder und verdiente seinen Lebensunterhalt als Weinhändler. 
Cappeaus wirkliches Interesse galt aber der Literatur. Unterstützt und gefördert wurde dies auch durch die Félibrige, vor allem durch die Mitglieder Alphonse Daudet, Frédéric Mistral und Joseph Roumanille, mit denen er befreundet war.

## Rezeption
Einem Ondit zufolge entstand Cappeaus Gedicht „Minuit, Chrétiens“ 1848 während einer Fahrt mit der Postkutsche nach Paris zwischen Mâcon und Dijon. Obwohl Cappeau eher antiklerikal eingestellt war, dichtete er dieses Weihnachtslied, das von dem Komponisten Adolphe Adam als „religiöse Marseillaise“ bezeichnet wurde.

## Werke (Auswahl)
als Autor
- Minuit, Chrétiens. 1848.
- La Château de Roquemaure. Poème historique en vingt chants. 1876.
- Lou Rei de la favo. Fantaisie poètique provencal-français. 1864.
- La poésie.
- Le papillon.
- La rose.

als Übersetzer ins Französische
- Jean-Baptiste Favre: Le Siège de Caderousse. Poème languedocien. 1876.